# Drávaszerdahely
Drávaszerdahely (kroatisch Sredalj) ist eine ungarische Gemeinde im Kreis Siklós im Komitat Baranya.

## Geografische Lage
Drávaszerdahely liegt sechs Kilometer südwestlich der Stadt Harkány und sechs Kilometer nördlich der Grenze zu Kroatien. Nachbargemeinden sind Kovácshida und Drávacsepely.

## Geschichte
Drávaszerdahely wurde 1177 erstmals unter dem Namen Zeredahel urkundlich erwähnt.

## Sehenswürdigkeiten
- Reformierte Kirche, erbaut 1837–1839 im Zopfstil
- Weltkriegsdenkmal (Hősök emlékműve)

## Verkehr
Durch den Ort verläuft die Landstraße Nr. 5804. Der nächstgelegene Bahnhof befindet sich ungefähr 25 Kilometer entfernt in der Stadt Sellye.